# Liste des monuments historiques de Merksem
Cette page regroupe l'ensemble des monuments classés du district de Merksem dans la ville d'Anvers.
| Objet                                                  | Statut du classement? | Année de construction/architecte | Section communale | Adresse                          | Coordonnées                      | Numéro d'inventaire | Illustration                                   |
| ------------------------------------------------------ | --------------------- | -------------------------------- | ----------------- | -------------------------------- | -------------------------------- | ------------------- | ---------------------------------------------- |
| (nl) Enkelhuis                                         |                       |                                  | Merksem           | Azalealei 121                    | 51° 15′ 02″ nord, 4° 27′ 31″ est | 11473               | Téléverser                                     |
| (nl) School                                            |                       |                                  | Merksem           | Borrewaterstraat 70              | 51° 14′ 27″ nord, 4° 26′ 42″ est | 11474               | Téléverser                                     |
| (nl) Enkelhuisjes                                      | Oui                   |                                  | Merksem           | Bredabaan 75                     | 51° 14′ 16″ nord, 4° 25′ 59″ est | 11475               | Téléverser                                     |
| (nl) Enkelhuisjes                                      | Oui                   |                                  | Merksem           | Bredabaan 77                     | 51° 14′ 16″ nord, 4° 25′ 59″ est | 11475               | Téléverser                                     |
| (nl) Enkelhuisjes                                      | Oui                   |                                  | Merksem           | Bredabaan 79                     | 51° 14′ 16″ nord, 4° 25′ 59″ est | 11475               | Téléverser                                     |
| (nl) Enkelhuisjes                                      | Oui                   |                                  | Merksem           | Bredabaan 81                     | 51° 14′ 16″ nord, 4° 25′ 59″ est | 11475               | Téléverser                                     |
| (nl) Enkelhuisjes                                      | Oui                   |                                  | Merksem           | Bredabaan 83                     | 51° 14′ 16″ nord, 4° 25′ 59″ est | 11475               | Téléverser                                     |
| (nl) Enkelhuisjes                                      | Oui                   |                                  | Merksem           | Bredabaan 85                     | 51° 14′ 16″ nord, 4° 25′ 59″ est | 11475               | Téléverser                                     |
| (nl) Resten speelhuis "Den Lekkerentand"               |                       |                                  | Merksem           | Bredabaan 99                     | 51° 14′ 13″ nord, 4° 25′ 59″ est | 11476               | Téléverser                                     |
| (nl) Meergezinswoning                                  |                       |                                  | Merksem           | Bredabaan 109                    | 51° 14′ 16″ nord, 4° 26′ 04″ est | 11477               | Téléverser                                     |
| (nl) Meergezinswoning                                  |                       |                                  | Merksem           | Bredabaan 111                    | 51° 14′ 16″ nord, 4° 26′ 04″ est | 11477               | Téléverser                                     |
| (nl) Meergezinswoning                                  |                       |                                  | Merksem           | Bredabaan 113                    | 51° 14′ 14″ nord, 4° 26′ 04″ est | 11477               | Téléverser                                     |
| (nl) Meergezinswoning                                  |                       |                                  | Merksem           | Bredabaan 115                    | 51° 14′ 16″ nord, 4° 26′ 04″ est | 11477               | Téléverser                                     |
| (nl) Meergezinswoning                                  |                       |                                  | Merksem           | Bredabaan 117                    | 51° 14′ 16″ nord, 4° 26′ 04″ est | 11477               | Téléverser                                     |
| (nl) Meergezinswoning                                  |                       |                                  | Merksem           | Bredabaan 119                    | 51° 14′ 16″ nord, 4° 26′ 04″ est | 11477               | Téléverser                                     |
| (nl) Eenheidsbebouwing meergezinswoningen              |                       |                                  | Merksem           | Bredabaan 293                    | 51° 14′ 27″ nord, 4° 26′ 21″ est | 11479               | Téléverser                                     |
| (nl) Eenheidsbebouwing meergezinswoningen              |                       |                                  | Merksem           | Bredabaan 295                    | 51° 14′ 27″ nord, 4° 26′ 21″ est | 11479               | Téléverser                                     |
| (nl) Eenheidsbebouwing meergezinswoningen              |                       |                                  | Merksem           | Bredabaan 297                    | 51° 14′ 27″ nord, 4° 26′ 21″ est | 11479               | Téléverser                                     |
| (nl) Eenheidsbebouwing meergezinswoningen              |                       |                                  | Merksem           | Bredabaan 299                    | 51° 14′ 27″ nord, 4° 26′ 21″ est | 11479               | Téléverser                                     |
| (nl) Sint-Bartholomeuskerk                             | Oui                   |                                  | Merksem           | Bredabaan                        | 51° 14′ 30″ nord, 4° 26′ 26″ est | 11480               | (nl) Sint-Bartholomeuskerk                     |
| (nl) Oude schandpaal met pomp                          |                       |                                  | Merksem           | Bredabaan                        | 51° 14′ 30″ nord, 4° 26′ 25″ est | 11481               | Téléverser                                     |
| (nl) Onze-Lieve-Vrouwebeeld met kind                   |                       |                                  | Merksem           | Bredabaan                        | 51° 14′ 29″ nord, 4° 26′ 25″ est | 11482               | Téléverser                                     |
| (nl) Pastorie Parochie Sint-Franciscus Assisi          | Oui                   |                                  | Merksem           | Bredabaan 547                    | 51° 14′ 46″ nord, 4° 27′ 00″ est | 11483               | Téléverser                                     |
| (nl) Parochiekerk Sint-Franciscus Assisi               | Oui                   |                                  | Merksem           | Bredabaan 549                    | 51° 14′ 47″ nord, 4° 27′ 01″ est | 11484               | (nl) Parochiekerk Sint-Franciscus Assisi       |
| (nl) Kasteel en domein Bouckenborgh                    | Oui                   |                                  | Merksem           | Bredabaan 559                    | 51° 14′ 42″ nord, 4° 27′ 11″ est | 11485               | (nl) Kasteel en domein Bouckenborgh            |
| (nl) Landhuis "'t Galjoen"                             |                       |                                  | Merksem           | Bredabaan 561                    | 51° 14′ 41″ nord, 4° 27′ 15″ est | 11486               | Téléverser                                     |
| (nl) Landhuis "'t Galjoen"                             |                       |                                  | Merksem           | Bredabaan 563                    | 51° 14′ 41″ nord, 4° 27′ 15″ est | 11486               | Téléverser                                     |
| (nl) Landhuizen                                        |                       |                                  | Merksem           | Bredabaan 565                    | 51° 14′ 50″ nord, 4° 27′ 08″ est | 11487               | Téléverser                                     |
| (nl) Landhuizen                                        |                       |                                  | Merksem           | Bredabaan 567                    | 51° 14′ 50″ nord, 4° 27′ 08″ est | 11487               | Téléverser                                     |
| (nl) Landhuizen                                        |                       |                                  | Merksem           | Bredabaan 573                    | 51° 14′ 50″ nord, 4° 27′ 08″ est | 11487               | Téléverser                                     |
| (nl) Landhuizen                                        |                       |                                  | Merksem           | Bredabaan 575                    | 51° 14′ 50″ nord, 4° 27′ 08″ est | 11487               | Téléverser                                     |
| (nl) Landhuizen                                        |                       |                                  | Merksem           | Bredabaan 577                    | 51° 14′ 50″ nord, 4° 27′ 08″ est | 11487               | Téléverser                                     |
| (nl) Arbeidershuisjes, "De Koleunnes"                  |                       |                                  | Merksem           | Bredabaan 823                    | 51° 15′ 11″ nord, 4° 27′ 30″ est | 11488               | Téléverser                                     |
| (nl) Arbeidershuisjes, "De Koleunnes"                  |                       |                                  | Merksem           | Bredabaan 829                    | 51° 15′ 11″ nord, 4° 27′ 30″ est | 11488               | Téléverser                                     |
| (nl) Parochiekerk Sint-Jozef                           |                       |                                  | Merksem           | Jos De Swertsstraat 1            | 51° 15′ 14″ nord, 4° 27′ 37″ est | 11489               | (nl) Parochiekerk Sint-Jozef                   |
| (nl) Neoclassicistisch enkelhuis                       |                       |                                  | Merksem           | Bredabaan 190                    | 51° 14′ 20″ nord, 4° 26′ 11″ est | 11490               | Téléverser                                     |
| (nl) Enkelhuizen                                       |                       |                                  | Merksem           | Bredabaan 220                    | 51° 14′ 22″ nord, 4° 26′ 13″ est | 11491               | Téléverser                                     |
| (nl) Enkelhuizen                                       |                       |                                  | Merksem           | Bredabaan 222                    | 51° 14′ 22″ nord, 4° 26′ 13″ est | 11491               | Téléverser                                     |
| (nl) Art deco enkelhuis                                |                       |                                  | Merksem           | Bredabaan 262                    | 51° 14′ 26″ nord, 4° 26′ 17″ est | 11492               | Téléverser                                     |
| (nl) Schuur van "Hoeve Ten Steene"                     |                       |                                  | Merksem           | Bredabaan 268                    | 51° 14′ 27″ nord, 4° 26′ 18″ est | 11493               | Téléverser                                     |
| (nl) Eclectisch enkelhuis                              |                       |                                  | Merksem           | Bredabaan 542                    | 51° 14′ 45″ nord, 4° 26′ 51″ est | 11494               | Téléverser                                     |
| (nl) Enkelhuis                                         |                       |                                  | Merksem           | Bredabaan 586                    | 51° 14′ 47″ nord, 4° 26′ 56″ est | 11495               | Téléverser                                     |
| (nl) Enkelhuis                                         |                       |                                  | Merksem           | Bredabaan 646                    | 51° 14′ 51″ nord, 4° 27′ 04″ est | 11496               | Téléverser                                     |
| (nl) Enkelhuis in art deco                             |                       |                                  | Merksem           | Bredabaan 658                    | 51° 14′ 52″ nord, 4° 27′ 06″ est | 11497               | Téléverser                                     |
| (nl) Interbellum hoekpand                              |                       |                                  | Merksem           | Bredabaan 664                    | 51° 14′ 52″ nord, 4° 27′ 07″ est | 11498               | (nl) Interbellum hoekpand                      |
| (nl) Enkelhuis                                         |                       |                                  | Merksem           | Camelialei 8                     | 51° 15′ 06″ nord, 4° 27′ 28″ est | 11499               | Téléverser                                     |
| (nl) "Catershoeve", hoeve                              | Oui                   |                                  | Merksem           | Catershoflaan 12                 | 51° 15′ 09″ nord, 4° 26′ 56″ est | 11500               | (nl) "Catershoeve", hoeve                      |
| (nl) "Catershof", domein                               |                       |                                  | Merksem           | Catershoflaan 14                 | 51° 15′ 11″ nord, 4° 26′ 55″ est | 11501               | Téléverser                                     |
| (nl) Sint-Lutgardisschool                              |                       |                                  | Merksem           | Du Chastellei 48                 | 51° 15′ 05″ nord, 4° 27′ 09″ est | 11502               | (nl) Sint-Lutgardisschool                      |
| (nl) Meergezinswoningen                                |                       |                                  | Merksem           | Du Chastellei 92                 | 51° 15′ 04″ nord, 4° 27′ 01″ est | 11503               | Téléverser                                     |
| (nl) Meergezinswoningen                                |                       |                                  | Merksem           | Du Chastellei 94                 | 51° 15′ 04″ nord, 4° 27′ 01″ est | 11503               | Téléverser                                     |
| (nl) "Villa Lisette", tweegezinswoningen               |                       |                                  | Merksem           | Eethuisstraat 78                 | 51° 14′ 57″ nord, 4° 27′ 46″ est | 11504               | Téléverser                                     |
| (nl) "Villa Lisette", tweegezinswoningen               |                       |                                  | Merksem           | Eethuisstraat 80                 | 51° 14′ 57″ nord, 4° 27′ 46″ est | 11504               | Téléverser                                     |
| (nl) Fort van Merksem                                  |                       |                                  | Merksem           | Fortsteenweg                     | 51° 15′ 50″ nord, 4° 27′ 27″ est | 11505               | Téléverser                                     |
| (nl) Arbeidershuisjes                                  |                       |                                  | Merksem           | Gagelveldenstraat 102            | 51° 14′ 38″ nord, 4° 26′ 18″ est | 11506               | Téléverser                                     |
| (nl) Arbeidershuisjes                                  |                       |                                  | Merksem           | Gagelveldenstraat 104            | 51° 14′ 38″ nord, 4° 26′ 18″ est | 11506               | Téléverser                                     |
| (nl) Arbeidershuisjes                                  |                       |                                  | Merksem           | Gagelveldenstraat 106            | 51° 14′ 38″ nord, 4° 26′ 18″ est | 11506               | Téléverser                                     |
| (nl) Hoekhuis                                          |                       |                                  | Merksem           | Laaglandlaan 1                   | 51° 15′ 07″ nord, 4° 26′ 54″ est | 11507               | Téléverser                                     |
| (nl) "Boerenschuur", "Den Pypeel"                      |                       |                                  | Merksem           | Laaglandlaan 428                 | 51° 15′ 48″ nord, 4° 26′ 47″ est | 11508               | Téléverser                                     |
| (nl) Parochiekerk Heilig Sacrament                     |                       |                                  | Merksem           | Lambrechtshoekenlaan             | 51° 14′ 54″ nord, 4° 25′ 58″ est | 11509               | (nl) Parochiekerk Heilig Sacrament             |
| (nl) Hoeve, "Royenborg"                                | Oui                   |                                  | Merksem           | Lange Bremstraat 97              | 51° 15′ 26″ nord, 4° 27′ 15″ est | 11510               | Téléverser                                     |
| (nl) Parochiekerk Onze-Lieve-Vrouw van Smarten         |                       |                                  | Merksem           | Pastoor J. Bampsstraat 2         | 51° 15′ 20″ nord, 4° 26′ 41″ est | 11511               | (nl) Parochiekerk Onze-Lieve-Vrouw van Smarten |
| (nl) Eengezinswoning met dokterspraktijk               |                       |                                  | Merksem           | Maantjessteenweg 73              | 51° 15′ 20″ nord, 4° 26′ 30″ est | 11512               | Téléverser                                     |
| (nl) Eengezinswoning                                   |                       |                                  | Merksem           | Olmenbrug 22                     | 51° 14′ 51″ nord, 4° 25′ 48″ est | 11513               | Téléverser                                     |
| (nl) Sportpaleis van Antwerpen                         |                       |                                  | Merksem           | Schijnpoortweg 113               | 51° 13′ 51″ nord, 4° 26′ 28″ est | 11515               | (nl) Sportpaleis van Antwerpen                 |
| (nl) Pastorie van de Sint-Bartholomeuskerk             | Oui                   |                                  | Merksem           | Sint-Bartholomeusstraat 1A       | 51° 14′ 28″ nord, 4° 26′ 25″ est | 11516               | Téléverser                                     |
| (nl) Meergezinswoning                                  |                       |                                  | Merksem           | Sint-Bartholomeusstraat 27       | 51° 14′ 29″ nord, 4° 26′ 31″ est | 11517               | Téléverser                                     |
| (nl) Enkelhuis                                         |                       |                                  | Merksem           | Sint-Bartholomeusstraat 83       | 51° 14′ 32″ nord, 4° 26′ 41″ est | 11518               | Téléverser                                     |
| (nl) Eenheidsbebouwing van enkelhuizen                 |                       |                                  | Merksem           | Sint-Franciscusplein 12          | 51° 14′ 47″ nord, 4° 26′ 48″ est | 11519               | Téléverser                                     |
| (nl) "Hof van Roosendael"                              | Oui                   |                                  | Merksem           | Terlindenhofstraat 265           | 51° 15′ 03″ nord, 4° 26′ 42″ est | 11520               | (nl) "Hof van Roosendael"                      |
| (nl) Enkelhuizen in eenheidsbebouwing                  |                       |                                  | Merksem           | Terlindenhofstraat 38            | 51° 14′ 39″ nord, 4° 26′ 27″ est | 11521               | Téléverser                                     |
| (nl) Enkelhuizen in eenheidsbebouwing                  |                       |                                  | Merksem           | Terlindenhofstraat 40            | 51° 14′ 39″ nord, 4° 26′ 27″ est | 11521               | Téléverser                                     |
| (nl) Enkelhuizen in eenheidsbebouwing                  |                       |                                  | Merksem           | Terlindenhofstraat 42            | 51° 14′ 39″ nord, 4° 26′ 27″ est | 11521               | Téléverser                                     |
| (nl) Enkelhuizen in eenheidsbebouwing                  |                       |                                  | Merksem           | Terlindenhofstraat 44            | 51° 14′ 39″ nord, 4° 26′ 27″ est | 11521               | Téléverser                                     |
| (nl) Enkelhuizen in eenheidsbebouwing                  |                       |                                  | Merksem           | Terlindenhofstraat 46            | 51° 14′ 39″ nord, 4° 26′ 27″ est | 11521               | Téléverser                                     |
| (nl) Enkelhuizen in eenheidsbebouwing                  |                       |                                  | Merksem           | Terlindenhofstraat 48            | 51° 14′ 39″ nord, 4° 26′ 27″ est | 11521               | Téléverser                                     |
| (nl) Enkelhuizen in eenheidsbebouwing                  |                       |                                  | Merksem           | Terlindenhofstraat 50            | 51° 14′ 39″ nord, 4° 26′ 27″ est | 11521               | Téléverser                                     |
| (nl) Enkelhuizen in eenheidsbebouwing                  |                       |                                  | Merksem           | Terlindenhofstraat 52            | 51° 14′ 39″ nord, 4° 26′ 27″ est | 11521               | Téléverser                                     |
| (nl) Enkelhuizen in eenheidsbebouwing                  |                       |                                  | Merksem           | Terlindenhofstraat 54            | 51° 14′ 39″ nord, 4° 26′ 27″ est | 11521               | Téléverser                                     |
| (nl) Enkelhuizen in eenheidsbebouwing                  |                       |                                  | Merksem           | Terlindenhofstraat 56            | 51° 14′ 39″ nord, 4° 26′ 27″ est | 11521               | Téléverser                                     |
| (nl) Stella Marisinstituut                             |                       |                                  | Merksem           | Terlindenhofstraat 150           | 51° 14′ 48″ nord, 4° 26′ 30″ est | 11522               | Téléverser                                     |
| (nl) "Runcvoort"                                       | Oui                   |                                  | Merksem           | Terlindenhofstraat 204           | 51° 14′ 51″ nord, 4° 26′ 33″ est | 11523               | (nl) "Runcvoort"                               |
| (nl) "Rysseleershuis" of "Hoeve Coenen"                |                       |                                  | Merksem           | Terlindenhofstraat 252           | 51° 14′ 57″ nord, 4° 26′ 33″ est | 11524               | Téléverser                                     |
| (nl) Kasteel Groenendael                               |                       |                                  | Merksem           | Gagelveldenstraat 71             | 51° 14′ 37″ nord, 4° 26′ 07″ est | 11525               | Téléverser                                     |
| (nl) Enkelhuis, Vredegerecht                           |                       |                                  | Merksem           | Van Heybeeckstraat 3             | 51° 14′ 48″ nord, 4° 26′ 51″ est | 11526               | (nl) Enkelhuis, Vredegerecht                   |
| (nl) Gebouw "Bakkerij de Volkslust"                    |                       |                                  | Merksem           | Van Heybeeckstraat 7             | 51° 14′ 50″ nord, 4° 26′ 53″ est | 11527               | (nl) Gebouw "Bakkerij de Volkslust"            |
| (nl) Flatgebouw                                        |                       |                                  | Merksem           | Zusters van O.-L.-Vrouwstraat 2A | 51° 14′ 29″ nord, 4° 26′ 15″ est | 11529               | Téléverser                                     |
| (nl) "N.V. Union", bedrijfsgebouw                      |                       |                                  | Merksem           | Borrewaterstraat 182             | 51° 14′ 15″ nord, 4° 26′ 52″ est | 11530               | Téléverser                                     |
| (nl) "Candico N.V.", bedrijfsgebouw, "Gebroeders Ghys" |                       |                                  | Merksem           | Carrettestraat 33                | 51° 14′ 09″ nord, 4° 26′ 28″ est | 11531               | Téléverser                                     |
| (nl) "Tabalux N.V.", bedrijfgebouwen                   |                       |                                  | Merksem           | Deurnsebaan 52                   | 51° 14′ 39″ nord, 4° 27′ 02″ est | 11532               | Téléverser                                     |
| (nl) "Aveve bloemmolens" van de Belgische Boerenbond   |                       |                                  | Merksem           | Eugeen Meeusstraat 6             | 51° 14′ 20″ nord, 4° 26′ 52″ est | 11533               | Téléverser                                     |
| (nl) N.V. Rijstpellerijen N. en C. Boost               |                       |                                  | Merksem           | Oostkaai 16                      | 51° 14′ 31″ nord, 4° 27′ 00″ est | 11535               | Téléverser                                     |
| (nl) Fabrique Nationale des tubes sans soudure         |                       |                                  | Merksem           | Oostkaai 23                      | 51° 14′ 28″ nord, 4° 27′ 02″ est | 11536               | Téléverser                                     |
| (nl) Electriciteitsmaatschappij "De Schelde"           |                       |                                  | Merksem           | Vaartkaai 2                      | 51° 14′ 22″ nord, 4° 27′ 18″ est | 11538               | Téléverser                                     |
| (nl) Molens van Deinze en Antwerpen                    |                       |                                  | Merksem           | Zuidkaai 1                       | 51° 14′ 21″ nord, 4° 26′ 56″ est | 11540               | Téléverser                                     |
| (nl) Voormalige Hospitaal Sint Bartholomeus            |                       |                                  | Merksem           | Jaak De Boeckstraat 2            | 51° 14′ 45″ nord, 4° 26′ 36″ est | 83622               | Téléverser                                     |
| (nl) Districtshuis van Merksem                         | Oui                   |                                  | Merksem           | Burgemeester Jozef Nolfplein 1   |                                  | 208294              | Téléverser                                     |